# FC Dve Mogili
FC Dve Mogili (Bulgaars: ФК Две могили) is een Bulgaarse betaaldvoetbalclub uit de stad Dve Mogili, opgericht in 2008.